# Tibouchina violacea
Tibouchina violacea är en tvåhjärtbladig växtart som beskrevs av Célestin Alfred Cogniaux. Tibouchina violacea ingår i släktet Tibouchina och familjen Melastomataceae. Inga underarter finns listade i Catalogue of Life.